# Liste der Träger der Ehrennadel der Deutschen Physikalischen Gesellschaft
Mit der Ehrennadel würdigt die Deutsche Physikalische Gesellschaft (DPG) herausragende Mitarbeit ihrer Mitglieder innerhalb der Gesellschaft. Die Verleihung einer Ehrennadel findet im Rahmen des Tags der DPG durch den jeweiligen Präsidenten statt. Die Kandidaten werden durch eine Ehrungskomission, besetzt mit ehemaligen Präsidenten der DPG, nominiert. Die Wahl erfolgt durch den DPG-Vorstand.

## Träger der Ehrennadel

### 2010
- Walter Blum
- Siegfried Großmann
- Irmgard Heber
- Dieter Hoffmann
- Bernd Kretschmer
- Rudolf Lehn
- Monika Mattern-Klosson
- Heiner Müller-Krumbhaar
- Gerd Röpke
- Barbara Sandow
- Ludwig Schultz
- Kurt Seelmann
- Hermann-Friedrich Wagner
- Manuela Welzel-Breuer

### 2011
- Monika Bessenrodt-Weberpals
- Alexander Heinrich
- Dietrich Morawski
- Dieter Weiss

### 2012
- Hartwig Bechte
- Günter Kaindl
- Reinhard Nink
- Lutz Schröter

### 2013
- Ingo Peschel

### 2014
- Anna Bakenecker
- Reinhold Rückl
- Michael Schramm
- Udo Weigelt
- Matthias Zimmermann

### 2015
- Silke Bargstädt-Franke
- Dominique Barthel
- Susanne Friebel
- Angelika Hofmann

### 2016
- Klaus Baberschke
- Bodo Geyer
- Gerhard Schäfer
- Eberhard Tiemann

### 2017
- Holger Becker
- Gunnar Berg
- Wolfgang Gudat
- Wolfgang Roether
- Eckehard Schöll
- Marcel Wunram

### 2018
- Ingolf  Volker Hertel
- Valentin Kahl
- Metin Tolan
- Gertrud Zwicknagel

### 2019
- Wolfgang Buck
- Gert-Ludwig Ingold
- Harald Lesch

### 2020
- Götz Neuneck

### 2021
- Hardo Bruhns
- David Ohse
- Hannes Vogel
- Annika Tebben

### 2022
- Ruzin Ağanoğlu
- Holger T. Grahn
- Ulrich Platt

### 2023
nicht verliehen

### 2024
- Ulrich Bleyer (Teltow)
- Jürgen Miericke
- Karl-Henning Rehren